# Kántor Gergely
Kántor Gergely (Budapest, 1999. július 19. –) magyar sakkozó, nemzetközi nagymester (GM) csapatban U18 korosztályos Európa-bajnoki ezüstérmes.

## Pályafutása
Hétéves korában kezdett el sakkozni. 12 éves korában leigazolta a többszörös magyar bajnokcsapat az Aquaprofit NTSK. 2012-ben, 13 évesen az U20 korosztályos junior magyar bajnokságon 2. helyezést ért el. Ugyanebben az évben az U18 korosztályos Európa-bajnokságon a magyar válogatott csapattal ezüstérmet szerzett. 2013-ban bronzérmet szerzett  az U20 korosztályos junior magyar bajnokságon. 2015-ben az U16 korosztályos ifjúsági sakkvilágbajnokságon a 2. helyezettel azonos pontszámmal a 4. helyen végzett.
2012-ben, 13 éves korában szerezte meg a FIDE-mester címet, 2014-ben Lukács Péter nagymester, valamint Dr. Hazay László mesteredző irányításával 15 évesen lett nemzetközi mester. A nagymesteri normát 2018. februárban a Vajda Árpád emlékversenyen, a 2019 márciusi és a 2019. júliusi Első Szombat nagymesterversenyen teljesítette. E háromszori teljesítés alapján kapta meg a FIDE Budapesten tartott elnökségi ülésén a címet.
2019-ben megnyerte az U20 korosztályos junior magyar sakkbajnokságot.